# Jaskaran Singh
Pour les articles homonymes, voir Singh.
Jaskaran Singh né le 27 janvier 1994, est un joueur indien de hockey sur gazon. Il évolue au poste de milieu de terrain au Punjab and Sind Bank et avec l'équipe nationale indienne.

## Carrière
Il a fait ses débuts le 15 mai 2019 à Perth lors d'un double match amical contre l'Australie.